# Prepona privata
Prepona privata är en fjärilsart som beskrevs av Hans Fruhstorfer 1916. Prepona privata ingår i släktet Prepona och familjen praktfjärilar. Inga underarter finns listade i Catalogue of Life.